# Etzelskirchen

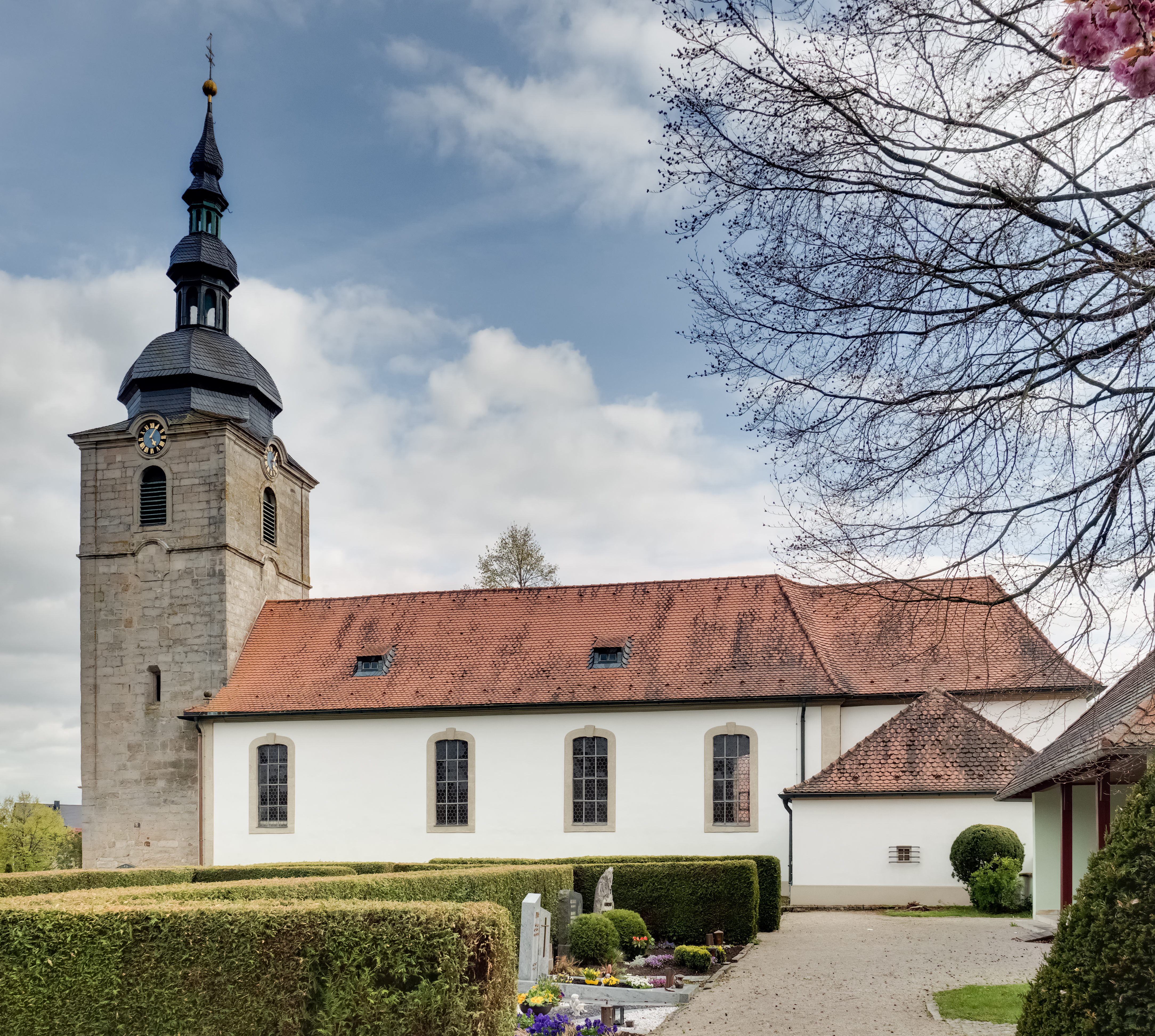
Katholische Pfarrkirche St. Jakobus Maior

Etzelskirchen ist ein Gemeindeteil der Stadt Höchstadt an der Aisch im Landkreis Erlangen-Höchstadt (Mittelfranken, Bayern). Die Gemarkung Etzelskirchen hat eine Fläche von 15,113 km². Sie ist in 2429 Flurstücke aufgeteilt, die eine durchschnittliche Flurstücksfläche von 6222,10 m² haben. In ihr liegen neben dem namensgebenden Ort die Gemeindeteile Bösenbechhofen, Kieferndorf, Medbach und Saltendorf.

## Geografie
Das Pfarrdorf Etzelskirchen bildet mit dem südlich gelegenen Höchstadt eine geschlossene Siedlung. Durch den Ort fließt die Birkach, die unmittelbar westlich des Ortes die Etzelskirchener Weiher speist und 2,5 km weiter südwestlich als linker Zufluss in die Aisch mündet. Im Norden liegen die Waldgebiete Leiten- und Bauernholz, im Osten befindet sich die Grießleite und der Kirchberg (320 m ü. NHN) und das Waldgebiet Voggenköhl.
Die Staatsstraße 2263 verläuft an Limbach vorbei nach Pommersfelden (5,4 km nördlich) bzw. nach Höchstadt (1,3 km südwestlich). Die Staatsstraße 2254 verläuft nach Saltendorf (2,2 km nordöstlich). Eine Gemeindeverbindungsstraße verläuft über das Höchstadter Gewerbegebiet zur Kreisstraße ERH 36 (2,5 km südöstlich).

## Geschichte
Um 1000 schenkte Markgraf Heinrich von Schweinfurt das Dorf samt der von ihm gegründeten Kirche dem Kloster Fulda. Benannt wurde der Ort nach dem Markgrafen (Kurzform von Heinrich ist Ezilo). Etzelskirchen war eine Urpfarrei. 1015 hatte Kaiser Heinrich II. die Haupthöfe Etzelskirchen und Rattelsdorf „mit Dörfern, Hörigen beiderlei Geschlechts, Feld und Flur, Mühle, Jagden und Fischereien“ mit dem Kloster Fulda getauscht und diesen Besitz 1017 dem Kloster Michelsberg überschrieben. Die Vogtei wurde 1154 von den Grafen von Berchtheim übernommen, die dann spätestens 1348 an das Hochstift Bamberg gelangte. Seit 1355 waren die Herren von Egloffstein im Ort begütert. Der Dreißigjährige Krieg traf den Ort schwer, da er sich an einem strategisch wichtigen Straßenkreuzung befand. Noch 1653 galt der Ort als gänzlich niedergebrannt.
Gegen Ende des 18. Jahrhunderts gab es in Etzelskirchen 30 Anwesen und ein Gemeindehirtenhaus. Das Hochgericht übte das bambergische Centamt Höchstadt aus. Die Dorf- und Gemeindeherrschaft hatten das Kastenamt Gremsdorf des Klosters Michelsberg und das Rittergut Mühlhausen gemeinsam. Grundherren waren das Kastenamt Gremsdorf (2 Viertelhuben, 2 Höfe, 9 Sölden, 1 Haus), St. Stephan (1 Hof, 2 Sölden, 3 Tropfhäuser, 2 Häuser), das Rittergut Mühlhausen (5 Sölden) und die Pfarrei Etzelskirchen (2 Sölden, 1 Haus).
1802 kam Etzelskirchen zu Bayern. Im Rahmen des Gemeindeedikts wurden 1808 der Steuerdistrikt und die Ruralgemeinde Etzelskirchen gebildet, zu dem bzw. zu der Bösenbechhofen, Kieferndorf, Medbach und Saltendorf gehörten. Der Ort war in Verwaltung und Gerichtsbarkeit dem Landgericht Höchstadt zugeordnet und in der Finanzverwaltung dem Rentamt Höchstadt. In der freiwilligen Gerichtsbarkeit unterstanden 2 Anwesen dem Patrimonialgericht Mühlhausen (bis 1834). Ab 1862 gehörte Etzelskirchen zum Bezirksamt Höchstadt an der Aisch (1939 in Landkreis Höchstadt an der Aisch umbenannt) und weiterhin zum Rentamt Höchstadt (1919 in Finanzamt Höchstadt umbenannt, 1929–1972: Finanzamt Forchheim, seit 1972: Finanzamt Erlangen). Die Gerichtsbarkeit blieb beim Landgericht Höchstadt (1879 in das Amtsgericht Höchstadt an der Aisch umgewandelt), von 1959 bis 1973 war das Amtsgericht Forchheim zuständig, seitdem ist es das Amtsgericht Erlangen. Die Gemeinde hatte eine Gebietsfläche von 15,145 km².
Am 1. Januar 1972 wurde Etzelskirchen im Zuge der Gebietsreform in die Stadt Höchstadt an der Aisch eingegliedert.

### Baudenkmäler
- Albrecht-Dürer-Str. 43: Wohnhaus
- Pfarrer-Eckert-Str. 7: Pfarrhaus
- Pfarrer-Eckert-Str. 9: Katholische Pfarrkirche St. Jakobus Maior
- Pfarrer-Eckert-Str. 17: Bauernanwesen mit Scheune
- Bildstock

### Einwohnerentwicklung
Gemeinde Etzelskirchen
| Jahr      | 1827   | 1840   | 1852   | 1855   | 1861   | 1867   | 1871   | 1875   | 1880   | 1885   | 1890   | 1895   | 1900   | 1905   | 1910   | 1919   | 1925   | 1933   | 1939   | 1946   | 1950   | 1952   | 1961  | 1970   |
| Einwohner | 467    | 527    | 539    | 522    | 496    | 501    | 510    | 517    | 543    | 548    | 523    | 506    | 520    | 533    | 544    | 536    | 521    | 545    | 547    | 844    | 772    | 669    | 616   | 795    |
| Häuser    |        |        |        |        |        |        | 96     |        |        | 96     | 98     |        | 97     |        |        |        | 94     |        |        |        | 101    |        | 113   |        |
| Quelle    | [ 12 ] | [ 13 ] | [ 13 ] | [ 13 ] | [ 14 ] | [ 15 ] | [ 16 ] | [ 17 ] | [ 18 ] | [ 19 ] | [ 20 ] | [ 13 ] | [ 21 ] | [ 13 ] | [ 22 ] | [ 13 ] | [ 23 ] | [ 13 ] | [ 13 ] | [ 13 ] | [ 24 ] | [ 13 ] | [ 9 ] | [ 25 ] |

Ort Etzelskirchen
| Jahr      | 001827 | 001861 | 001871 | 001885 | 001900 | 001925 | 001950 | 001961 | 001970 | 001987 |
| Einwohner | 170    | 202    | 197    | 207    | 190    | 194    | 319    | 294    | 443    | 805    |
| Häuser    |        |        |        | 38     | 39     | 39     | 40     | 54     |        | 215    |
| Quelle    | [ 12 ] | [ 14 ] | [ 16 ] | [ 19 ] | [ 21 ] | [ 23 ] | [ 24 ] | [ 9 ]  | [ 25 ] | [ 1 ]  |

## Religion
Der Ort ist Sitz der römisch-katholischen Pfarrei St. Jakobus Maior. Die Einwohner evangelisch-lutherischer Konfession waren ursprünglich nach St. Oswald (Lonnerstadt) gepfarrt, heute ist die Pfarrei Höchstadt zuständig.